# 南甸子镇
南甸镇，是中华人民共和国辽宁省本溪市本溪满族自治县下辖的一个乡镇级行政单位。

## 行政区划
南甸镇下辖以下地区：
南甸社区、东明社区、沟口村、小峪村、南阳村、滴塔村、马城子村和才窑村。